# 白花头嘴菊
白花头嘴菊（学名：Cephalorrhynchus albiflorus）为菊科头嘴菊属的植物。分布于中国大陆的西藏等地，生长于海拔3,300米至3,500米的地区，常生于山坡，目前尚未由人工引种栽培。

## 异名
- Cicerbita duthieana Beauv.